# イギリス国鉄325形電車
325形（Class 325）は、1995年に登場したイギリス国鉄の交直両用郵便電車である。マーク3客車の派生形式の1つであり、2021年現在ロイヤルメールの委託を受けたDBカーゴUKによって運行されている。

## 概要
従来の機関車牽引の郵便輸送の電車化のため、1995年と1996年にABBのダービー工場で4両編成16本が製造された。
走行機器類は319形と同一で、最高速度は160km/h、交流25kVの架空電車線方式と直流750Vの第三軌条方式の両方に対応する。
車体も319形が基本であるが、前面は465形ほか「ネットワーカー」シリーズの電車と同一のスタイルとなった。シャッター式の扉が両側面に2箇所ずつ設けられ、各車の荷重は12tである。塗装はロイヤルメールの赤色を基調としている。
先頭車の連結器は自動連結器とネジ式連結器、緩衝器を併設しており、機関車による牽引も可能としている。

## 運用
4両編成16編成が製造されたが、うち1編成（325010）が2010年に事故廃車となったため、2021年現在残る15編成が在籍している。DBカーゴUKが運行を請け負っており、ロンドンの配送センターを拠点に西海岸本線経由でウォリントンとグラスゴー、東海岸本線経由でニューカッスル・アポン・タインの郵便ターミナルを結ぶ郵便輸送列車で運用されている。